# Ettinghausen (Allemagne)
Pour les articles homonymes, voir Ettinghausen.
Ettinghausen est une municipalité de la Verbandsgemeinde de Wallmerod, dans l'arrondissement de Westerwald, en Rhénanie-Palatinat, dans l'Ouest de l'Allemagne.